# Прибор с зарядовой связью
ПЗС, прибор с зарядовой связью (англ. CCD, charge-coupled device) — общее обозначение класса полупроводниковых приборов, в которых применяется технология управляемого переноса заряда в объёме полупроводника.
Наиболее ярким представителем приборов данного класса является ПЗС-матрица.

## Принцип действия

Схема образования и переноса заряда в ячейке ПЗС-устройства

Название ПЗС — прибор с зарядовой связью — отражает способ считывания электрического потенциала методом сдвига заряда от элемента к элементу.
ПЗС-устройство состоит из поликремния, отделённого от кремниевой подложки, у которой при подаче напряжения через поликремниевые затворы изменяются электрические потенциалы вблизи электродов. Один элемент ПЗС-матрицы формируется тремя или четырьмя электродами. Положительное напряжение на одном из электродов создаёт потенциальную яму, куда устремляются электроны из соседней зоны. Последовательное переключение напряжения на электродах перемещает потенциальную яму, а, следовательно, и находящиеся в ней электроны, в определённом направлении. Так происходит перемещение по одной строке матрицы.
Если речь идёт о ПЗС-линейке, то заряд в её единственной строке «перетекает» к выходным каскадам усиления и там преобразуется в уровень напряжения на выходе микросхемы.
У матрицы же, состоящей из многих видеострок, заряд из выходных элементов каждой строки оказывается в ячейке ещё одного сдвигового устройства, устроенного обычно точно таким же образом, но работающего на более высокой частоте сдвига.
Для использования ПЗС в качестве светочувствительного устройства часть электродов изготавливается прозрачной.

## История
Прибор с зарядовой связью был изобретён в 1969 году Уиллардом Бойлом и Джорджем Смитом в Лабораториях Белла (AT&T Bell Labs). Лаборатории работали над видеотелефонией (picture phone) и развитием «полупроводниковой пузырьковой памяти» (semiconductor bubble memory). Объединив эти два направления, Бойл и Смит занялись тем, что они назвали «устройствами с зарядовыми пузырьками». Смысл проекта состоял в перемещении заряда по поверхности полупроводника. Так как приборы с зарядовой связью начали свою жизнь как устройства памяти, можно было только поместить заряд во входной регистр устройства. Но стало ясно, что прибор способен получить заряд благодаря фотоэлектрическому эффекту, то есть могут создаваться изображения при помощи электронов и в 1970 году исследователи Лаборатории Белла научились фиксировать изображения с помощью ПЗС-линеек (в них воспринимающие свет элементы расположены в одну или несколько линий). Таким образом впервые был создан фотоэлектрический прибор с зарядовой связью.
Впоследствии под руководством Кадзуо Ивама компания Sony стала активно заниматься ПЗС, вложив в это крупные средства, и сумела наладить массовое производство ПЗС для своих видеокамер. Ивама умер в августе 1982 г., микросхема ПЗС была установлена на его надгробной плите для увековечения его вклада.
С 1975 года начинается активное внедрение телевизионных ПЗС-матриц. А в 1989 году они применялись уже почти в 97 % всех телекамер.
В январе 2006 года за работы над ПЗС У. Бойл и Дж. Смит были удостоены премии Дрейпера Национальной инженерной академии США. В октябре 2009 года каждому «досталось» по четверти Нобелевской премии по физике.

## Блуминг
Блуминг (или блюминг) (англ. blooming — ореол, расплывание изображения) в ПЗС — это эффект «растекания» избыточного заряда от пересвеченных областей матрицы ПЗС в соседние ячейки. Основная причина возникновения — ограниченная ёмкость потенциальной ямы для фотоэлектронов в ячейке. Блуминг имеет характерную симметричную форму, определяемую геометрией расположения элементов на матрице. Приблизительно с 2006 года в большинстве любительских устройств блуминг больше не появляется, так как в них стали использоваться специальные антиблуминговые цепи, которые отводят избыточные электроны из ячеек. Однако, отвод электронов по мере заполнения потенциальной ямы приводит к нелинейности характеристики ПЗС и затрудняет измерения. Поэтому в научных целях по-прежнему применяются ПЗС без антиблуминговых цепей, и блуминг часто может быть замечен, например, на спутниковых фотографиях и снимках межпланетных зондов.